# L1 Max
L1 Max, estilizado en mayúsculas L1 MAX, (anteriormente llamado Liga1 Max) es una plataforma y canal de televisión por suscripción premium peruano. El canal es propiedad de la Federación Peruana de Fútbol y operado por la empresa argentina Torneos a través de la empresa 1190 Sports. Su señal se accede vía paquete adicional del cable operador, a un coste adicional, o vía suscripción.
Su programación está estructurada en transmitir la mayoría de los partidos de la Primera División desde su edición 2023, también transmite en su señal básica la Segunda División desde su edición 2023.
A diferencia de su señal básica, L1, el canal emite en vivo y sin interrupciones algunos partidos nacionales e internacionales, incluso si interfiere con los programas locales de su canal hermano. En su primer año contó con contrato de varios equipos de fútbol, a excepción de cuatro equipos, cuyas transmisiones son propiedad de Golperu hasta diciembre de 2025. Además, el canal transmite el famoso programa español El chiringuito de Jugones.

## Historia
El canal tiene su origen en el nuevo modelo de derechos de transmisión exclusiva de todos los equipos afiliados a la Federación Peruana de Fútbol, que regiría a partir de la temporada de 2023. Sin embargo, en dicho año se originó la controversia debido a que 8 clubes habían renovado contrato con el Consorcio del Fútbol Peruano (CFP) y su canal exclusivo GolPeru, para la transmisión de sus partidos de local, pero estos contratos no eran válidos según la FPF, ya que este organismo es dueño de los derechos televisivos y estos fueron cedidos a la empresa 1190 Sports, por lo que interpuso una medida cautelar para dejar los contratos sin efecto. Esto conllevó a que varios clubes desistieran de jugar el torneo hasta que dicha medida cautelar sea retirada.